# Mari nyelv
A mari nyelvet (mari: марий йылме, marij jəlme; orosz: марийский язык, mariyskiy yazyk), amely az uráli nyelvcsaládba tartozik, kb. 400 000 ember beszéli Oroszországban, azon belül is a legtöbben Mariföldön (mari: Марий Эл, Marii El, azaz 'mari föld'). A mari nyelvnek (Мары йӹлмӹ) két változata van: az úgynevezett hegyi (vagy nyugati) mari (Курык марий) és a mezei mari (Олык марий).

## Helyesírás
A mari nyelvet a cirill ábécé e nyelvre módosított változatával írják.

## Határozók
| határozó                           | rag                           | Kérdőszavak                   | Példa (élő)              | Példa (élettelen)    |
| ---------------------------------- | ----------------------------- | ----------------------------- | ------------------------ | -------------------- |
| Alany                              | -                             | кӧ, мо (Ki, Mi)               | йоча (gyerek)            | ял (falu)            |
| Birtokos eset                      | -(ы)н                         | кӧн, мон (kié, mié)           | йочан (gyereké)          | ялын (falué)         |
| részhatározó                       | -лан                          | кӧлан, молан (kinek, minek)   | йочалан (gyereknek)      | яллан (falunak)      |
| tárgyeset                          | -(ы)м                         | кӧм, мом (kit, mit)           | йочам (gyereket)         | ялым (falut)         |
| Comitativus/társhatározó eset      | -ге                           | кӧге, моге (kivel, mivel?)    | йочаге (gyerekkel)       | ялге (faluval)       |
| hasonlító                          | -ла                           | кӧла, мола (mint ki, mint mi) | йочала (mint egy gyerek) | ялла (mint egy falu) |
| inessivus/helyhatározó (-ban/-ben) | -(ы)ште/(ы)што/(ы)штӧ         | кушто (hol)                   | -                        | ялыште (faluban)     |
| Illativus (-ba/-be)                | -(ы)шке/(ы)шко/(ы)шкӧ, -(ы)ш1 | кушко/куш (hova)              | -                        | ялышке/ялыш (faluba) |
| Lative                             | -ш/еш/эш                      | кушан (where to)              | -                        | ялеш (egy faluba)    |

## Igeragozás

### Példa
(мондаш – felejt)
| Személy | 1st dec. pos.     | 2nd dec. pos.         |
| ------- | ----------------- | --------------------- |
| én      | лектам (megyek)   | мондем (felejtek)     |
| te      | лектат (mész)     | мондет (felejtesz)    |
| ő       | лектеш (megy)     | монда (felejt)        |
| mi      | лектына (megyünk) | мондена (felejtünk)   |
| ti      | лектыда (mentek)  | мондеда (felejtettek) |
| ők      | лектыт (mennek)   | мондат (felejtenek)   |

| Személy | 1st dec. neg.                  | 2nd dec. neg.                        |
| ------- | ------------------------------ | ------------------------------------ |
| én      | ом лек2 (nem megyek)           | ом мондо1 (nem felejtek)             |
| te      | от лек2 (nem mész)             | от мондо1 (nem felejtesz)            |
| ő       | огеш (oк) лек2 (nem megy)      | огеш (ок) мондо1 (nem felejt)        |
| mi      | огына (она) лек2 (nem megyünk) | огына (она) мондо1 (nem felejtünk)   |
| ti      | огыда (ода) лек2 (nem mentek)  | огыда (ода) мондо1 (nem felejtettek) |
| ők      | огыт лек2 (nem mennek)         | огыт мондо1 (nem felejtenek)         |

## Külső hivatkozások
- http://finnotka.nytud.hu – {mezei mari, hegyi mari}–{angol, finn, magyar, orosz} szótárak